# Confine tra Marocco e Sahara Occidentale
Il confine tra il Marocco e il Sahara occidentale ha una lunghezza di 444 km e va dall'Oceano Atlantico a ovest fino al triplice confine con l'Algeria a est. Il confine è esistito in senso puramente de jure dall'annessione del Marocco del Sahara occidentale nel 1975.

## Descrizione
Il confine inizia a ovest sulla costa atlantica e consiste in un'unica linea orizzontale, che termina a est al triplice confine algerino. Il confine attraversa una sezione scarsamente popolata del deserto del Sahara.

## Storia
Il confine emerse durante la "Spartizione dell'Africa", un periodo di intensa competizione tra le potenze europee nel tardo XIX secolo per il controllo dei territori in Africa. Il processo culminò nella Conferenza di Berlino del 1884, in cui le nazioni europee interessate concordarono sulle rispettive rivendicazioni territoriali e sulle regole degli impegni futuri. Come risultato di questo processo, la Spagna annunciò la sua intenzione di dichiarare un protettorato sulla costa nord-occidentale dell'Africa tra Capo Bojador e Ras Nouadhibou (Capo Blanco / Cap Blanc), che fu formalmente creato come colonia Río de Oro l'anno successivo.

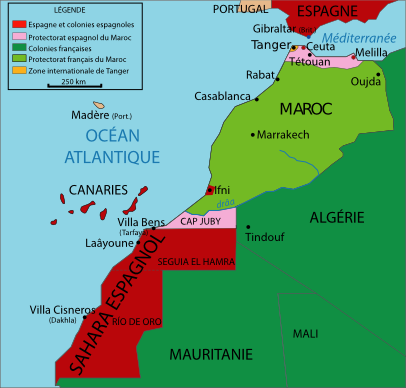
Ex territori spagnoli nell'Africa nordoccidentale

Il 27 giugno 1900 Francia e Spagna firmarono un trattato per la creazione di un confine tra Rio de Oro e l'Africa Occidentale Francese a partire da Ras Nouadhibou e terminando all'incrocio tra il 12º meridiano ovest e il 26º parallelo nord (cioè la maggior parte del moderno confine tra la Mauritania e il Sahara Occidentale). Questo confine fu poi esteso da un trattato del 3 ottobre 1904, a nord fino a quello che è adesso il triplice confine con l'Algeria e poi ad ovest lungo il parallelo di 27° 40'N, la cui linea forma il confine moderno Marocco-Sahara occidentale; il nuovo territorio spagnolo che venne creato fu denominato Saguia el-Hamra. Un altro trattato franco-spagnolo fu firmato il 27 novembre 1912 e creò un protettorato francese su gran parte del Marocco, cedendo parti del paese alla Spagna: il litorale mediterraneo (la "Zona Settentrionale", o più comunemente il Marocco spagnolo), l'exclave di Ifni e la Striscia di Capo Juby / Tarfaya (detta anche "Zona Meridionale"), quest'ultima che forma ciò che oggi è l'estremo sud del Marocco vero e proprio, tra il fiume Draa e il confine di Saguia el-Hamra a 27° 40'N concordato nel 1904.
Dal 1946 al 1958 il Marocco spagnolo, la Striscia di Tarfaya, Ifni, Rio de Oro e Saguia el Hamra furono unite come Africa occidentale spagnola. Il Marocco ottenne l'indipendenza dalla Francia nel 1956, compreso il Marocco spagnolo (ad eccezione delle plazas de soberanía che rimangono oggi parte della Spagna). Il nuovo stato indipendente, ispirato dall'idea di creare un "Grande Marocco", rivendicò tutta l'Africa occidentale spagnola come terra marocchina. Nel 1958 la Spagna unì Rio de Oro e Saguia el-Hamra come Sahara spagnolo; lo stesso anno la Spagna cedette la Striscia di Tarfaya al Marocco (tramite il Trattato di Angra de Cintra), ripristinando così il confine del 1904. Ifni fu ceduta nel 1969 (a seguito di un fallito tentativo marocchino di conquistare la regione con la forza nel 1957). Il Marocco si rivolse poi al Sahara spagnolo, ma anche alla Mauritania (indipendente dal 1960) rivendicando l'ex colonia di Rio de Oro come parte della "Grande Mauritania". I nazionalisti saharawi formarono nel frattempo il Fronte Polisario, cercando l'indipendenza per tutto il Sahara spagnolo come Sahara occidentale, e iniziando una campagna di guerriglia di bassa tensione. La Corte internazionale di giustizia nell'ottobre 1975 dichiarò che né il Marocco né Mauritania avrebbero potuto avere delle pretese abbastanza forti e tali da giustificare l'annessione del Sahara Occidentale e che il popolo saharawi avrebbe dovuto avere la possibilità di determinare il proprio futuro. Il Marocco da allora in poi cercò di risolvere la questione militarmente e nel novembre 1975 condusse la "Marcia Verde", in cui migliaia di soldati e nazionalisti marocchini attraversarono con la forza il confine tra Marocco e Sahara spagnolo. Il dittatore spagnolo Francisco Franco era in quel momento vicino alla morte e il paese non era disposto a rispondere militarmente in un momento così delicato, e voleva evitare il tipo di guerra coloniale prolungata che aveva tormentato il Portogallo nelle sue colonie africane. La Spagna firmò quindi un trattato con il Marocco e la Mauritania, dividendo il Sahara spagnolo all'incirca in due parti, dei quali due terzi a favore del Marocco. Il Marocco da allora in poi assorbì la propria sezione e il confine tra Marocco e Sahara occidentale cessò de facto di esistere, con successive riorganizzazioni amministrative marocchine che ignorarono completamente il confine. Le forze del Fronte Polisario dichiararono una Repubblica Araba Democratica Saharawi basata sui confini del Sahara spagnolo, iniziando così una lunga guerra contro il Marocco e la Mauritania. Non volendo continuare il conflitto, la Mauritania si ritirò dalla propria zona nel 1979, che fu poi annessa al Marocco. 

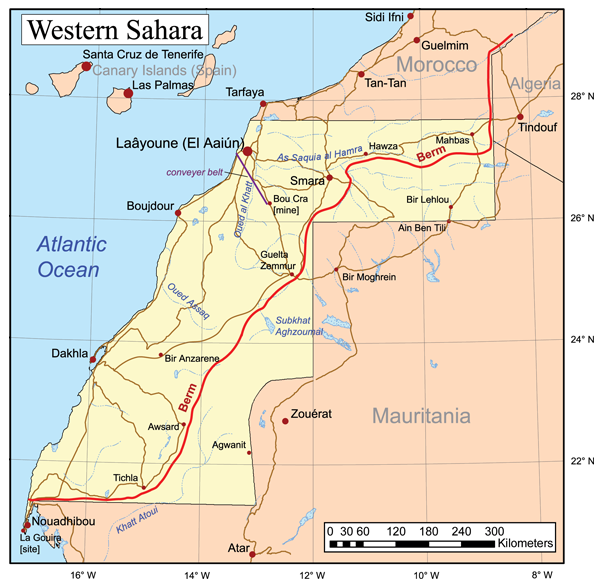
Mappa che mostra il muro del Sahara Occidentale. Il Marocco controlla tutte le aree ad ovest, il Polisario quelle a est

Negli anni '80, nel tentativo di controllare il territorio e ostacolare il Fronte Polisario, il Marocco iniziò a costruire una serie di muri elaborati (o "berme"), completando infine il muro marocchino del Sahara occidentale nel 1987. Il Marocco e il Polisario hanno firmato un cessate il fuoco nel 1991 ponendo fine alla guerra. Il Marocco ha mantenuto il controllo delle aree a ovest del muro (circa l'80% del Sahara occidentale), con il Polisario che controlla quelle a est. Al momento la controversia territoriale resta irrisolta.